# Герб Північно-Західних територій
Оригінальний герб Північно-Західних територій був наданий Королівським ордером королеви Єлизавети II 24 лютого 1956 р. Щит також зображений на територіальному прапорі. Герб був розроблений відомим канадійським експертом з геральдики Аланом Беддоу на початку 1950-х.
Герб території - один із трьох регіонів без королівських символів, а саме корони (інші два - Онтаріо та Юкон).

## Символізм
Клейнод складається з двох золотих нарвалів, що охороняють розу вітрів, що символізує Північний магінтний полюс. Біла верхня третина щита символізує полярний льодовик і перетинається хвилясто-синьою лінією, що символізує Північно-Західний прохід. Діагональна лінія, що розділяє червоний та зелений сегменти нижньої частини щита, відображає верхню межу лісу. Зелений колір символізує лісисті ділянки на південь від межі лісів, тоді як червона площа символізує тундру на півночі. Мінерали та хутро, важливі основи північного багатства, представлені золотими ґонтами в зеленій частині та маскою білої лисиці в червоній.